# Anatolij Golitsyn
Anatolij Michajlovitj Golitsyn, född 25 augusti 1926 i Pirjatin i Ukraina, död 29 december 2008, var en rysk före detta KGB-agent som hoppade av till väst. Han angav många viktiga sovjetiska agenter som opererade i västvärlden. Han var kanske mest känd för sina två böcker som behandlar en långtgående sovjetisk konspiration att ta över hela världen.

## Avhopp
Golitsyn var major vid det strategiska departementet inom KGB. Han hoppade i Helsingfors av med sin fru och dotter till CIA i december 1961. Han flögs till USA och intervjuades av James Angleton, chef för kontraintelligens inom CIA. I januari följande år skickade KGB ut meddelande till femtiofyra agenter runt om i världen om att minimera skadan. Alla möten med viktiga agenter upphörde omedelbart. I november 1962 efterlyste Vladimir Semitjastnyj, KGB:s ledare, Golitsyn och andra "potentiellt farliga förrädare". Ordern var att Golitsyn skulle lönnmördas.
Golitsyn angav många kända sovjetiska agenter, inklusive Kim Philby, Donald Maclean, Guy Burgess, John Vassall och dubbelagent Aleksandr Kopatzky som jobbade i Tyskland.

## Kontrovers

### Anklagandet av Harold Wilson
Golitsyn var en omstridd person inom västvärldens intelligensbyråer. Han påstod att Harold Wilson, dåvarande premiärminister i Storbritannien, var en sovjetisk informatör och lakej. Wilson hade nära kontakt med Anastas Mikojan och Vjatjeslav Molotov. Han hade diskussioner med dem och andra sovjetiska politiker vid många tillfällen. Enligt Mitrochinarkivet var Wilsons information mycket viktig för KGB. KGB hade tydligen hoppats på att rekrytera Wilson, som fick kodnamnet "OLDING". Projektet avbröts dock av okända orsaker enligt KGB:s arkiv.

### New Lies For Old
Golitsyn är mest känd för sin kontroversiella bok New Lies For Old som släpptes 1984. Han förutspådde att Sovjetunionen skulle kollapsa genom en reaktion från de styrande partierna och organisationerna inom det sovjetiska systemet. Golitsyn varnade för att själva kollapsen skulle vara en del av en långtgående sovjetisk plan för att lura västvärlden till att tro att de nu är säkra från något kommunistiskt hot. Planen ska ha varit att avväpna väst både ekonomiskt och diplomatiskt. Golitsyn påstod också att:
- Öppnandet av det sovjetiska systemet skulle bli spektakulärt och otroligt. Man skulle tona ner den starka staten och partiet, som båda skulle komma att regleras.
- Om förändringen skulle nå så långt som till Östtyskland så var det möjligt att Berlinmuren skulle komma att avvecklas.
- Europaparlamentet i framtiden skulle kunna komma att bli ett europeiskt socialistiskt parlament med representation av Sovjetunionen och Östeuropa. 'Europa från Atlanten till Uralbergen' skulle bli ett neutralt socialistiskt Europa.

Författaren Mark Riebling poängterade att 139 av 194 historiska punkter som Golitsyn hade förutspått i New Lies For Old hade hänt fram till 1993, 9 var uppenbart felaktiga och resterande 46 punkter gick tills vidare inte att vederlägga.

### The Perestroika Deception
1995 släppte Golitsyn en ny bok, The Perestroika Deception, där han hävdade att:
- Det fanns ett fortsatt hemligt sovjetiskt samarbete mellan Moskva och de nationalistiska ledarna i de forna sovjetrepublikerna.
- KGB var mäktigare än någonsin. De hade endast fått en ansiktslyftning, lite nya namn och färger för att passa in i det nya "demokratiska" Ryssland.
- Egentligen var alla politiska figurer inom det forna Sovjetunionen antingen medlemmar av det sovjetiska kommunistiska partiet eller KGB. Det skall ha förklarat alla de nya politiska figurer som sade sig vara demokrater, antikommunister och nationalister, som helt plötsligt dök upp direkt efter Sovjetunionens fall.

Dessa teorier har stötts av den amerikanska konservativa högern. Men perestrojkan var mycket mer än bara en desinformationskampanj. GRU-avhopparen Stanislav Lunev ser det på ett annat sätt: "Kalla kriget är inte över; det nya Kalla kriget är en kamp mellan den ryska maffian och Förenta Staterna" (han anser att FSB är en del av den ryska maffian).
Början av perestrojkan var beslutad på ett Politburomöte den 26 mars 1987. Michail Gorbatjov ansåg att den nya policyn skulle "krama ihjäl Europa" och kasta ut USA ur Europa. 
Den 8 juni 1995, under en debatt i Storbritanniens parlament, kommenterade Christopher Gill boken The Perestroika Deception med orden:
Det är att tänja godtrogenheten till sin yttersta gräns att tro att alla de forna kommunisterna över en natt tog till sig nya ideologier och filosofier, med resultatet att allting kommer att bli annorlunda. Jag tar detta tillfälle till att varna parlamentet och vårt land för att detta inte är sanningen.
Varje gång parlamentet går med på ett av dessa kollektiva avtal, inte minst avtal inom Europeiska unionen, bidrar det till att främja den ryska strategin.

## Övrigt
Golitsyns åsikter delas av den tjeckiska politikern Petr Cibulka, som påstår att revolutionen 1989 i Tjeckoslovakien var skapad av den hemliga polisen StB.
I filmen Mission: Impossible finns det en karaktär med namnet Alexander Golitsyn som är baserad på Anatoliy Golitsyn. Karaktären i filmen spelades av Marcel Iures.
I datorspelet Deus Ex kan man hitta ett meddelande som skickats från nätverket SOVNET (troligen förkortningen på Soviet Network). Detta kan betyda att Golitsyns teori blev till verklighet i spelet, med tanke på att spelet är baserad på ett antal kända konspirationsteorier. Man kan även hitta en anekdot till Biopreparat, som var ett sovjetiskt genetiskt projekt. 